# Oliver Massmann
Oliver Massmann (né en 1966) est un avocat allemand, partenaire de Duane Morris LLP et directeur général de Duane Morris LLC Vietnam,,.
De 2021 à 2023, la Commission européenne à Bruxelles et la délégation de l'UE à Hanoï ont désigné Massmann comme conseiller principal pour la mise en œuvre de l'accord de libre-échange UE-Vietnam (EVFTA).

## Jeunesse et éducation
Né en 1966 en Allemagne, Massmann a grandi à Oberhausen,. Il a obtenu son premier examen d'État en 1994 ainsi que son diplôme de droit à l'université de Bochum. En 1997, il a obtenu le deuxième examen d'État du ministère de la justice, à Düsseldorf, en Allemagne. Il a reçu son LLM en fiscalité internationale à l’Université St. Thomas, en Floride, et a obtenu la certification de comptable et auditeur financier international du College of Birmingham. Il est également titulaire d'un doctorat en droit international des affaires.
Massmann a acquis des compétences linguistiques en vietnamien lorsqu'il était étudiant, dans le cadre d'un programme linguistique conçu par un ancien général sud-vietnamien. En 1999, il s'est installé définitivement au Vietnam et a poursuivi ses études de la langue à l'université de Hanoï. Il parle aujourd'hui couramment le vietnamien.
M. Massmann est marié et père de deux enfants.

## Carrière
Massmann est arrivé au Vietnam pour la première fois en 1991 et a commencé sa carrière juridique en 1999 au sein d'un cabinet d'avocats américain, Baker & McKenzie, au Vietnam. Il y a travaillé en tant qu'associé, puis en tant que partenaire jusqu'en 2007,.
En 2007, Massmann a rejoint un autre cabinet d'avocats américain, Duane Morris LLP au Vietnam, en tant qu'associé. Il occupe également le poste de directeur général de Duane Morris LLC au Vietnam,.
Massmann est actif dans le secteur du droit commercial vietnamien depuis plus de vingt ans. "Il a rédigé le code commercial vietnamien et est membre du barreau vietnamien,.
Massmann a conseillé le gouvernement vietnamien dans le cadre des négociations de l'OMC et a contribué aux accords commerciaux bilatéraux des États-Unis,. Il collabore avec le ministère de l'énergie électrique du Myanmar et est affilié au Centre d'arbitrage international du Vietnam (VIAC). En 2016, il s'est adressé à l'Assemblée nationale du Vietam en vietnamien.
De 2021 à 2023, la Commission européenne à Bruxelles et la délégation de l'UE à Hanoï ont désigné Massmann comme conseiller principal pour la mise en œuvre de l'accord de libre-échange UE-Vietnam (EVFTA).
Massmann siège également au conseil d'administration de la German Business Association.